# Starzyn
Starzyn (do 1945 niem. Altes Vorwerk b. Sellin) – osada leśna w Polsce położona w województwie zachodniopomorskim, w powiecie gryfińskim, w gminie Mieszkowice, w sołectwie Zielin.
W latach 1975–1998 miejscowość administracyjnie należała do województwa szczecińskiego.

## Historia
- Koniec XVIII – 1. połowa XX w. – folwark Starzyn należy do majątku Zielin

### Nazwa
Selliner altes Vorwerk 1821, Altes Vorwerk bei Sellin 1945, Stary Dwór 14 X 1945, Starzyn 1948.
Pierwotna nazwa niemiecka pochodzi od wsi Sellin (Zielin) + alt ’stary’ + Vorwerk ’folwark’. Przymiotnik alt ’stary’ odróżniał ją od Neues Vorwerk (Nowiny). Nazwy polskie Stary Dwór i następnie Starzyn są kalką nazwy niemieckiej.

## Demografia
Liczba ludności:

## Architektura
W zespole leśniczówki znajduje się stodoła z końca XIX w.